# شعبه الذنيبة (حبيش)

تعديل مصدري - تعديل

شعبه الذنيبة محلة تابعة لقرية الشعب وذنبة، التابعة لعزلة نقيل العقاب بمديرية حبيش إحدى مديريات محافظة إب في الجمهورية اليمنية، بلغ تعداد سكانها 70 حسب تعداد اليمن لعام 2004.